# エンリコ・プッチ
エンリコ・プッチは、荒木飛呂彦の漫画作品『ジョジョの奇妙な冒険』に登場する架空の人物。Part6『ストーンオーシャン』に登場。
シーンによってはロベルト・プッチとされているシーンがある。日本国外展開においては、ゲームソフト『ジョジョの奇妙な冒険 オールスターバトル』以降のゲーム作品の北米版では、単に"Father Pucchi"（ファーザー・プッチ / プッチ神父）と表記されているほか、スタンド名もすべて改名されている（以下では総称して「北米版」とする）。

## 人物
フロリダ州立グリーン・ドルフィン・ストリート重警備刑務所（以下G.D.st刑務所）の教誨師。1972年6月5日生まれ。39歳。アニメでは身長195cm。
浅黒い肌で体格は筋肉質。「1と自分の数でしか割ることのできない孤独な数字だから」との理由で素数を愛し、取り乱した時は素数を数えることで自分を落ち着かせる。貝類にアレルギーがある。運命を克服することに、執拗にこだわる。
聖職者らしく表面的な物腰は穏やかだが、目的達成のためなら平然と他人を犠牲にし、自分の行いは正しいことであると信じて疑わない。親友にしてジョースター家の宿敵・DIOを崇敬しているが、彼の息子たちに対しては自分を守るための道具のように思っており、ドナテロ・ヴェルサスが自分を出し抜こうとしていることを知った際は彼を激しく罵倒している。
スタンドを用いて他人を操り利用する、その極めて独善性の強い性格から、ウェザー・リポートは彼を「自分が『悪』だと気付いていない、最もドス黒い『悪』だ」と称した。その非道な言動は、過去に起きた事件のトラウマによる決意に由来する。
中盤において「緑色の赤ん坊」と融合したことがきっかけで、容姿（主に顔）が変化する。左肩に星型の痣ができ、額の前髪のラインが星型のように変形。さらに融合直後のシーンでは、まつ毛がまるで植物のように増加していた。
融合状態のエンリコは雑誌掲載時に編集者から「ザ・ニュー神父」とアオリ文で名付けられた。なお、ゲーム版では「新月の時を待つプッチ」名義で実装されている。

### 略歴
名門と繋がっている裕福な家に生まれる。生まれた時は、左足の指が歩くのに苦労するほど変形していた。その当時に死別した弟・ドメニコの存在から幼くして運命や幸福について考えるようになり、聖職者を志す。
15歳の神学生時代、手伝っていた教会で偶然出会った不審者（DIO）を自然に匿い、その礼として左足の指を正常に治してもらうと共に、「スタンドの矢」の鏃を受け取る。
1年後の16歳の時、教会を訪れたブルーマリン夫人の懺悔をたまたま受ける、それはかつて死別したはずの双子の弟が彼女の実子として生きているという内容だった。聖職に携わる者としての口外厳禁ゆえに両親に報告が出来ず時間だけが過ぎていく中、追い打ちをかけるように妹・ペルラから恋人の存在を告白される。その恋人ウェスがブルーマリン夫人が実子と取り替えた双子の弟ドメニコであり、ペルラとは兄妹であることを知らずに交際している背徳をも知る。
孤独に真実を知った苦悩の果てに、弟と妹が結ばれるという最悪の事態を避けるため、エンリコは多少の荒事になってでも真実を伏せた上で2人を別れさせようと、街の何でも屋（私立探偵）に2人を別れさせるよう依頼するが、彼はKKKにも通じる差別主義者であった。ブルーマリン夫人の結婚歴を調べた探偵は、ウェスを黒人の血筋と勘違いし、仲間と共に2人を襲撃、ウェスに対して憎悪をぶつけて必要以上に暴行を加えた上、嘲笑まじりに母親の家に放火したことを告げる。またペルラの方は、ウェスの有様から殺されてしまったと勘違いし絶望。投身自殺してしまう。
ペルラの死、原因となった数々の偶然、自分の行動が招いた悲劇に激しく後悔と絶望を苛まれる。それに応えるかのように鏃が突き刺さり、スタンド能力「ホワイトスネイク」に目覚める。それに伴い、生存していたウェスもスタンド能力「ウェザー・リポート（ヘビー・ウェザー）」に目覚め、怒りのままに能力が発動したことで、街をカタツムリの大量発生という怪現象が襲う。双子故、弟も能力が目覚め、この現象が弟の能力である事、元凶である自分を殺しに来る事を察知しウェスを迎え撃つ。実の兄であることを告白したことで一瞬の隙を作り、自分とペルラの記憶を奪ってヘビー・ウェザーを鎮めることに成功した。
この経験を経て、DIOが以前語った「人と人の間の『引力』」という言葉への共感から、目的のためには手段を選ばないことを決意する。その後はDIOに「引力」や「力」について話を聞くために会いに行き、よく会う親友となる。DIOから人類が進化して行きつく果ての「天国」の存在と、そこへ辿り着くためには自分の協力が必要不可欠であること、そして「天国へ行く方法」が記されたノートの存在を教えられる。
1989年にDIOを空条承太郎に殺されてノートも焼却されたことを知ると、彼の記憶をDISCとして奪う策を練る。その後は正式に神父となり、Part6開始の8年ほど前に自ら希望してG.D.st刑務所の教誨師に着任したほか、ウェザー（ドメニコ）を同刑務所に収監させている。また、エンポリオの母を始末したが、子の存在を知らずに取り逃している。

### 作中の行動
DIOの死から20年以上も経った2011年、DIOの元部下のジョンガリ・Aと共謀し、承太郎の娘・空条徐倫をG.D.st刑務所に収監させ、徐倫を救出に来た承太郎から記憶DISCとスタンドDISCを奪い取って倒す。承太郎の記憶から「天国へ行く方法」を知り、またDISCを取り戻すために自分の正体を探る徐倫らに対しては、DISCで生産したスタンド使いを刺客として差し向ける。
正体を暴かれ、承太郎のDISCは2枚とも徐倫に奪い返されたが、既に刑務所での目的を果たした為、ケープ・カナベラルへ出発する。
「天国へ行く方法」を実行する過程で、DIOの骨から生まれた「緑色の赤ん坊」と融合。これにより、背中にかつてDIOが奪ったジョナサン・ジョースターの肉体と同様の「星型の痣」が現れ、彼の子孫にあたるジョースター家の血を引く人間（徐倫や承太郎）の「存在」を感じ取る能力を身に付ける。さらに、スタンドも重力を操る「C-MOON」を経て、最終的には時間を加速させる「メイド・イン・ヘブン」に進化させた。ケープ・カナベラルでの最終決戦では、メイド・イン・ヘブンの時間加速能力を用いて、アナスイ、エルメェス、承太郎を順番に殺害、徐倫の抵抗で片目を喪失するもののを殺害には成功する。
エンポリオには逃げられてしまったが、インフレ突破したスタンドの効果によって全生命体は「一巡後の世界」に到達する。「宇宙の一巡」により、すべての生物は「これから先の未来において、いつ何が自分の身に起こるか」=「運命」を潜在意識下で把握し、それを「覚悟」することになる。全人類があらゆる悲劇や絶望を事前に「覚悟」できる世界こそが、「幸福とは覚悟である」という価値観を持つエンリコの求めた「天国」であった。
生き残ったエンポリオには、「プッチから逃れる運命」があった。そこでプッチは時の加速開始（2012年3月21日）よりも前の2011年11月時点で加速を止めて、エンポリオを殺そうとする。だがエンポリオは、プッチが運命に干渉できることを逆手に取って、あえて殴らせることでウェザーのスタンドDISCを挿入させ、ウェザーのスタンド能力を得る。プッチは密室で酸素中毒に陥らされて動けなくなり、交渉を持ち掛けるも一蹴され、とどめを刺される。
宇宙が一巡しきらなかったため、「天国」は完成されずに消滅し、DIOとエンリコの目論見は失敗に終わる。そして、以前の世界とは微妙に異なるパラレルワールドが生まれた。
続編となるPart7『スティール・ボール・ラン』では、直接的な言及はなされないが、「Part7の舞台となる世界はこの騒動により生まれた『一巡後の世界』である」と説明されている。

## スタンド

### ホワイトスネイク
【破壊力 - ? / スピード - D / 射程距離 - ? / 持続力 - A / 精密動作性 - ? / 成長性 - ?】（単行本第3巻に掲載された、初期登場時点のパラメータ。『JOJOVELLER 完全限定版 STANDS』では「未知数ながら近距離戦では推定A相当」と説明されている）
半径20m以内の遠隔操作型スタンド。スタンド像は人型で、塩基配列が描かれた包帯状のラインが全身に走っており、顔の上半分と肩、腰の辺りは紫色の装飾品のようなもので覆われている。会話することもできる。北米版では、"Pale Snake"（ペイル・スネイク）と改名されている。
「DISC」を作り出す能力を持つ。CDのような円盤で、人間（生物）の頭部から取出し・挿入することができる。1人のスタンド使いからは、「スタンドDISC」と「記憶DISC」の2枚が取り出され、それを他の人間（生物）に挿入するとその記憶やスタンド能力を与えることができる。非スタンド使いの場合は記憶DISC1枚のみ。視覚など、特定の感覚のみを小型DISCとして取り出すことも可能。スタンドDISCと記憶DISCを両方とも抜かれると、その人物は死んでしまう。
スタンドDISCを抜かれるとスタンドを使えなくなり、与えられるとそのスタンドを使えるようになる。心の力であるスタンドのDISCは、適性がないと弾き出されてしまうため、無制限には使えない。記憶DISCを抜かれると、記憶を失う（体外に摘出されているため、思い出すことは絶対に無い）。
このDISCは人間の脳や意識に幅広く作用する効果を持っており、応用範囲が非常に広い。エンリコは幻覚を見せたり、他者に命令を書き込んで操ったり、記憶を閲覧もしくは操作するといった、邪悪で厄介な使い方をする。
DISC化には2通りの方法がある。1つ目は、長時間かけて対象者の心と肉体を溶かしてDISCを作る方法。時間がかかるため、密室に閉じ込めて遠距離から幻覚を見せるなどの罠にかける必要がある。2つ目は、接近して頭部から直接DISCを抜き取る方法。こちらはホワイトスネイクを使って接近しなければならないというリスクを負う。時間をかけたり長く触れてDISCを作れば、全記憶・全スタンド能力をDISCにして奪うことができるが、短時間または瞬間的な接触ではDISC化される内容は一部に留まる。
DISCではなく市販の音楽CDを挿入することもでき、挿入された者は通常のCDプレイヤーのように内容通りの声を出す。
終盤でエンリコが「緑色の赤ん坊」と合体したことで、C-MOONに進化した。
デザインのイメージは死刑執行人。

### C-MOON（シー・ムーン）
【破壊力 - ゼロ / スピード - B / 射程距離 - ? / 持続力 - ? / 精密動作性 - ? / 成長性 - ?】（単行本第16巻、JOJOVELLER）
緑色の赤ん坊と融合したエンリコが、重力の影響を受けにくいケープ・カナベラルに到達したことで、ホワイトスネイクが進化した状態。外見はホワイトスネイクと緑色の赤ん坊、双方の特徴を受け継いでおり、体のあちこちから能力を象徴するように矢印のような物体が突き出ている。
重力を逆転させる力を持ち、本体プッチの周囲3kmに存在する物体は「プッチを上にして落ちる」ようになる。拳には、殴った物体の引力を逆転させ、内と外を裏返しにする力がある。スタンド像自体はパワーを持たない遠隔操作型だが、単純な破壊力ではなく重力の影響によってダメージを与えるため、ガードが意味をなさない。ただ欠点があり、徐倫に看破されている。
北米版では、"Full Moon"（フル・ムーン）と改名されている。
デザインはホワイトスネイクの発展形で、荒木は「スター・ウォーズシリーズに登場するダース・モールに似ている」と語っている。

### メイド・イン・ヘブン
【破壊力 - B / スピード - 無限大 / 射程距離 - C / 持続力 - A / 精密動作性 - C / 成長性 - A】（単行本第17巻、JOJOVELLER）
最終決戦において、プッチが「重力を最も軽減できる位置」に到達したことで、C-MOONがさらなる進化を遂げた状態。プッチのスタンドの完成形であり、「天国へ行く方法」実現の鍵。
それまでのプッチのスタンドとはヴィジョンが全く異なる。前半身しか無い馬から人の上半身が生えたような姿をしており、顔の中心や手の甲には能力を象徴するかのように時計（あるいは計器）のマークが描かれている。
時間の流れを加速させる能力を持つ。プッチ以外のあらゆる生物は時間の加速についていけず、傍目から見るとプッチや物体が高速で移動しているように見える。スタンド自体のフィジカルはそこそこだが、時間を加速して相対的にスピードが増し、恐るべき攻撃力を生む。あくまでプッチの身体能力がベースで、相対的に速くなるだけ。時間に影響を与える能力を得たためか、この能力の発現前後から「スタープラチナの能力によって止まった時間」を認識できるようになった。
発動させるだけで、比喩ぬきに世界が滅ぶ。車やボールなども凄まじいスピードになるため、運転手は事故を起こし、冷凍庫に入った人間は一瞬にして凍死してしまう。時間そのものを速くしているため、時計は正確に（＝超高速で）動く。日の出・日没などの天体運動も加速する。時の加速に伴い、あらゆる非生物はとてつもない勢いで劣化し崩れ去る。生きる物のみが変わらないが、事故で大量に犠牲者が出て、それらの遺骸はあっという間に朽ち果てる。
真価は強さではなく、目的にある。だが、「ついで」のはずの戦闘能力で、アナスイ、承太郎、エルメェス、徐倫を完全に殺害した。
プッチの目的は、時間を無限大に加速させ続けることで宇宙を「一巡」させることにある。「宇宙の一巡」によって、全ての生物は「これから先の未来において、いつ何が自分の身に起こるか」＝「運命」を体験することになる。こうして運命を魂に刻んだうえで、2012年から次の宇宙の2012年に至らせること。「運命」を知っても、それを変えることはできない（多少の誤差はあっても「運命」通りに履行される）。唯一、プッチのみが、自他の運命に干渉することができる。
スタンド名は雑誌掲載時には「天国への階段（てんごくへのかいだん、STAIRWAY TO HEAVEN）」であったが、単行本では変更されている。北米版では、"Maiden Heaven"（メイデン・ヘブン）と改名されている。
デザインのイメージはケンタウルスであり、神話的でありながらメカニカルな要素も取り入れている。また、全身に時計が配置されているのは「時を加速する」という理由から。
単行本第17巻掲載のスタンドデータでは、時間の加速の原理について「詳しい原理はここでは計り知れないが、地球や月や全宇宙の重力を利用して、時間を少しずつ加速していっているようだ」と説明されている。

## スピンオフでの登場
ノベライズ『JOJO'S BIZARRE ADVENTURE OVER HEAVEN』で、DIOの視点から言及がある。ホワイトスネイクの稀有な特殊性を評価されているほか、天国への鍵となる「未知なる友」の最有力候補とみなされている。
コラボノベライズ『JORGE JOESTAR』にも登場する。刑務所の教誨師という前歴を持つ宇宙飛行士であり、火星でカーズと出会い、名探偵ジョージおよびナランチャと共に行動する。だが彼の行動は、裏で暗躍するディオに都合よく利用されていた。

## 担当声優

### プッチ神父の声
速水奨
- ゲーム『ジョジョの奇妙な冒険 オールスターバトル』

中田譲治
- 『ウルトラジャンプ』CM
- ゲーム『ジョジョの奇妙な冒険 アイズオブヘブン』

関智一
- テレビアニメ版
- ゲーム『ジョジョの奇妙な冒険 オールスターバトルR』

半場友恵
- テレビアニメ版・幼少期

### ホワイトスネイク / C-MOONの声
桐本琢也
- ゲーム『ジョジョの奇妙な冒険 オールスターバトル』

増谷康紀
- ゲーム『ジョジョの奇妙な冒険 アイズオブヘブン』

関智一
- テレビアニメ版
- ゲーム『ジョジョの奇妙な冒険 オールスターバトルR』